# Sumiyoshi (métro de Tokyo)
Sumiyoshi (住吉駅, Sumiyoshi-eki) est une station du métro de Tokyo sur les lignes Hanzōmon et Shinjuku dans l'arrondissement de Kōtō à Tokyo. Elle est exploitée conjointement par le Tokyo Metro et le Bureau des Transports de la Métropole de Tokyo (Toei).

## Situation sur le réseau
La station Sumiyoshi est située au point kilométrique (PK) 14,4 de la ligne Hanzōmon et au PK 11,2 de la ligne Shinjuku.

## Histoire
La station a été inaugurée le 21 décembre 1978.

## Services aux voyageurs

### Accès et accueil
La station de la ligne Shinjuku se compose de 2 voies encadrées par 2 quais. La station de la ligne Hanzōmon a la particularité d'être sur deux étages.
En moyenne, 52 314 voyageurs ont fréquenté quotidiennement la station en 2015 (côté Tokyo Metro).

### Desserte
- Ligne Hanzōmon :
  - voie 1 : direction Shibuya (interconnexion avec la ligne Tōkyū Den-en-toshi pour Chūō-Rinkan)
  - voie 2 : direction Oshiage (interconnexion avec la ligne Tōbu Skytree pour Kuki et Minami-Kurihashi)
- Ligne Shinjuku :
  - voie 1 : direction Shinjuku (interconnexion avec la ligne nouvelle Keiō pour Hashimoto et Takaosanguchi)
  - voie 2 : direction Motoyawata

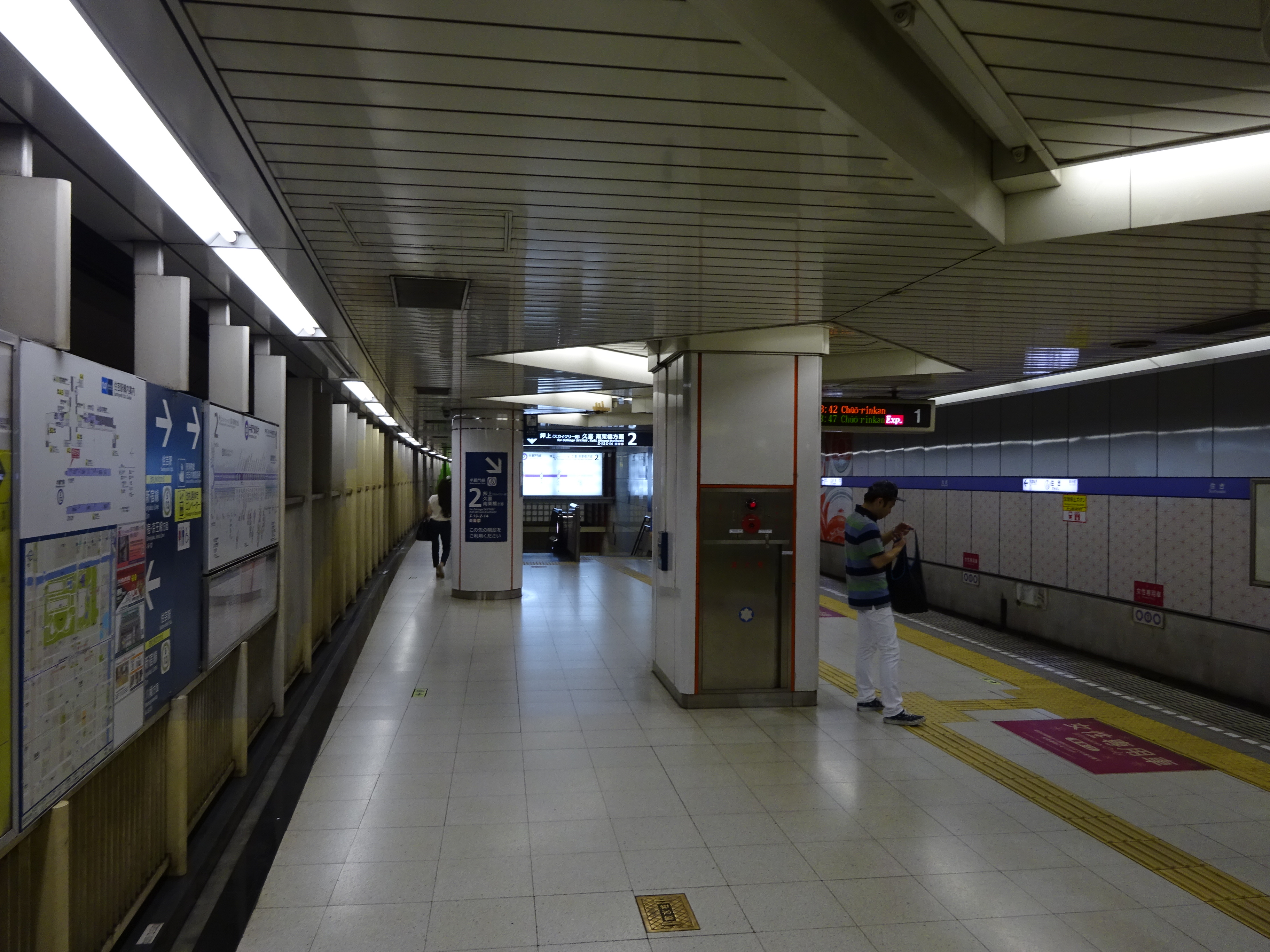
Quai de la ligne Hanzōmon
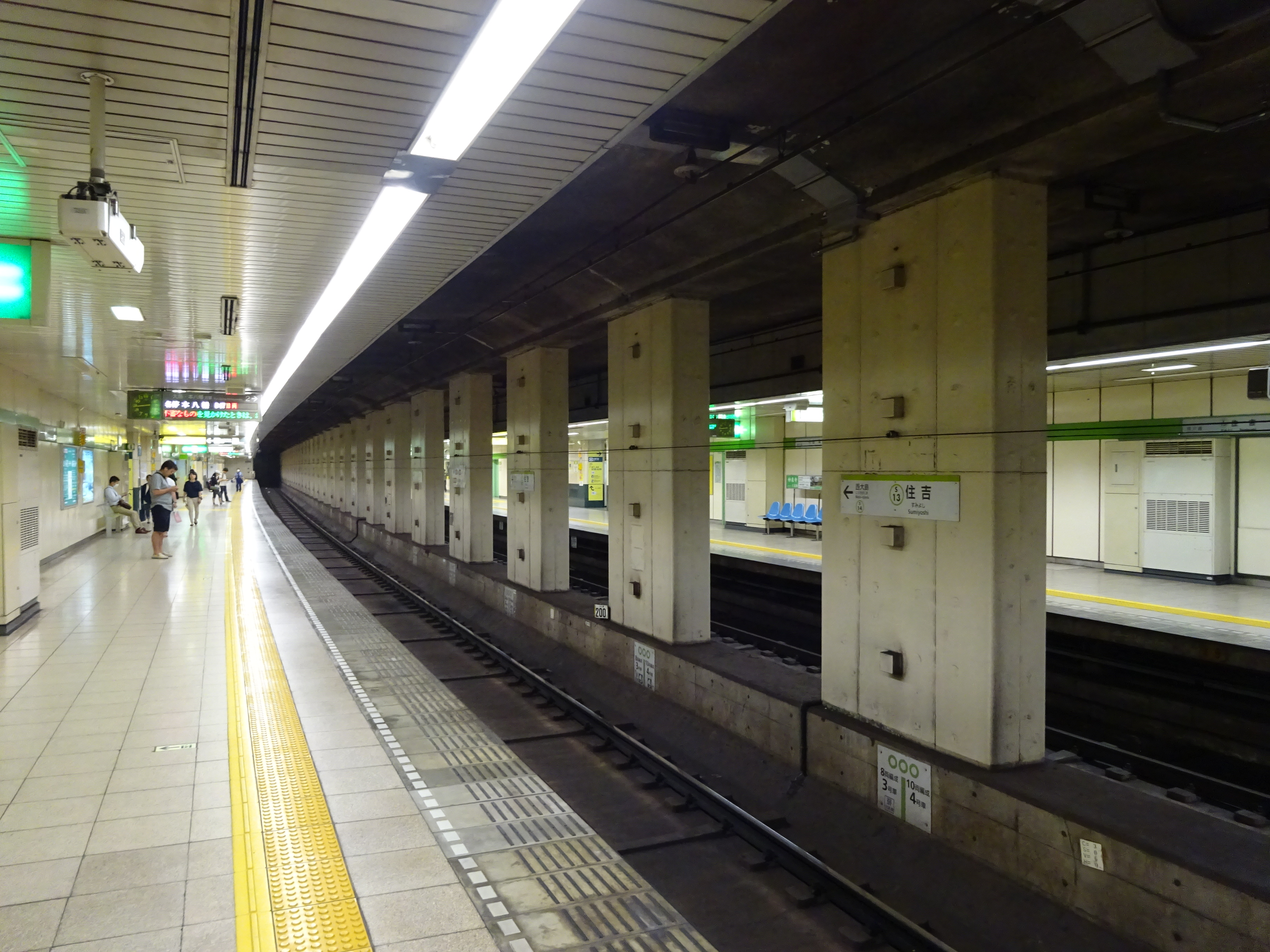
Quais de la ligne Shinjuku